# Фрайхер
Фрайхер (на немски: Freiherr, в превод - „Свободен господар“) е титла на благородник с по-нисък ранг в Свещената Римска империя (на немски: Heiliges Römisches Reich, съкратено HRR). Титлата се запазва и в няколко други германски териториални държави, наследници на Св. Римска империя като Прусия, Бавария, Вюртемберг, Хесен и други. В Австро-Унгария и на други места (например във Финландия и Швеция) фрайхер се смята за почти равносилно на барон. Първоначалната разлика между тази титла и другите чужди барони е, че земята на един фрайхер е свободна, а не феодална.